# Abdij van Moulins
De abdij van Moulins (Latijn: Abbatia Molinensis) was van 1233 tot 1787 een cisterciënzergemeenschap in het graafschap Namen. Tot 1414 ging het om nonnen en daarna om monniken. De gebouwen, gelegen op het grondgebied van de Belgische gemeente Anhée, zijn voor een goed deel bewaard. Het abtenhuis is in gebruik als privaat kasteel en de abdijhoeve wordt verhuurd als vakantiewoning.

## Geschiedenis
De abdij is in 1233 gesticht op de plek Alleu-Notre-Dame door cisterciënzerinnen, die volgens de overlevering afkomstig waren uit Soleilmont. Ze genoten de steun van graaf Filips II van Namen en vestigden zich bij de rivier de Molignée. Wegens onvoldoende naleven van de kloosterregel zette de orde in 1414 de abdis af, onthief de monialen van hun geloften en wees Moulins toe aan cisterciënzers uit Villers en Aulne. Een nieuwe abdijkerk werd in 1444 ingewijd.

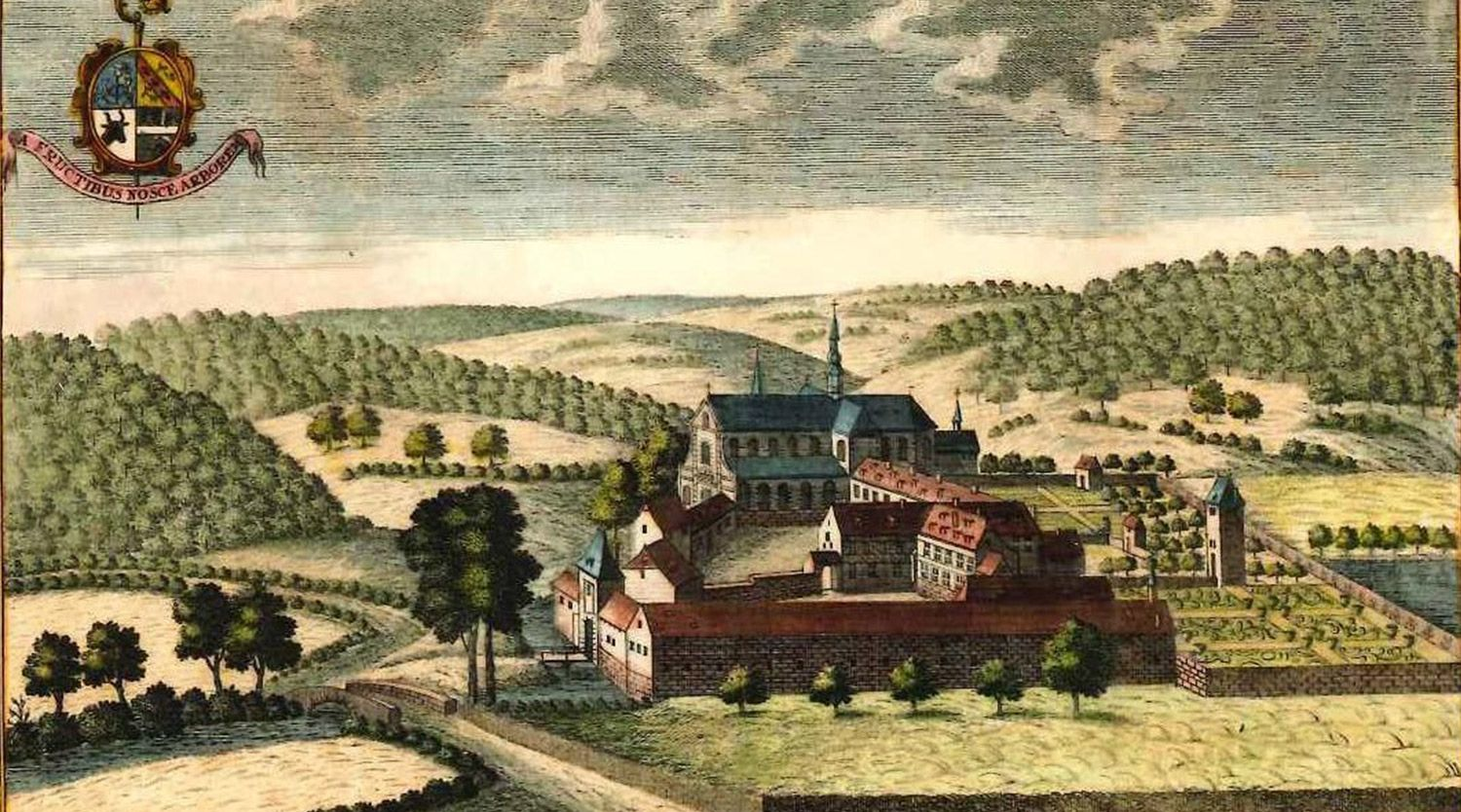
De abdij op een 18e-eeuwse prent

Op 3 oktober 1465 werd de abdij, met uitzondering van de kerk, platgebrand door Dinantezen. Ze herstelde zich en bleef een kleine maar levendige gemeenschap. De abt zetelde van rechtswege in de Staten van Namen. In de 17e eeuw waren er verschillende commanditaire abten, maar de theoloog Antoine Le Waitte was een uitzondering. Vanuit Moulins werden de abdijen van Le Jardinet, Nizelles en Boneffe gesticht. 
Onder keizer Jozef II werd Charles Jules de Francquen in 1785 aangesteld als bestuurder-econoom om het wereldlijke beheer van de abdij waar te nemen en de schulden te vereffenen. Op 25 maart 1787 werd de abdij op de valreep nog onder de onnutte kloosters geschaard en opgeheven. 

## Abten
- Jean de Gesves (1414-1420)
- Jean Penno d'Ath (1420-1430)
- Walter de Migrode (1430-1437)
- Pierre d'Amsterdam (laatst geattesteerd 1459)
- Jean Ghiselin (eerst gedocumenteerd 1464; † 1473)
- Nicolas Neumart († 1498)
- Jean Blariel († 1512)
- Jean Rolland
- Toussaint Duchene († 1530)
- Pierre Boutte († 1534)
- Pierre de Flandre († 1536)
- Simon Coulon († 1558)
- Nicolas Thibaut († 1561)
- Lambert Briot († 1572)
- Jacques de Glymes († 1594)
- Pierre Royer († 1608)
- Mathias Dor († 1621)
- Nicolas Sommale († 1644)
- Jean Rampen († 1650)
- Antoine Le Waitte (1650-1662)
- Barthelemy van den Perre († 1695)
- Jacques Maucourt († 1703)
- Maximilien Damanet († 1733)
- Pierre Dénis († 1747)
- Bruno Valez (1748-1787)

## Herbestemming
De verlaten gebouwen deden enige tijd dienst als militair hospitaal en werden in 1797 openbaar verkocht aan Jean-Louis Rousseau uit Charleville. Hij brak de abdijkerk af (op het koor na) en transformeerde de overige gebouwen tot een kasteel, dat hij betrok. Het domein werd in 1827 verkocht aan Alphonse de Jacquier de Rosée, die er een koperverwerkende fabriek vestigde. Ze bleef actief tot 1978.
In 1986 werd het echtpaar Humbert en Valentine de Changy de nieuwe eigenaar. Ze begonnen een boerderij, maar gooiden het in 1993 over een andere boeg en verbouwden de abdijhoeve uit 1619 en de schuur uit 1762 tot gîte en evenementenzaal.